# アナルビーズ

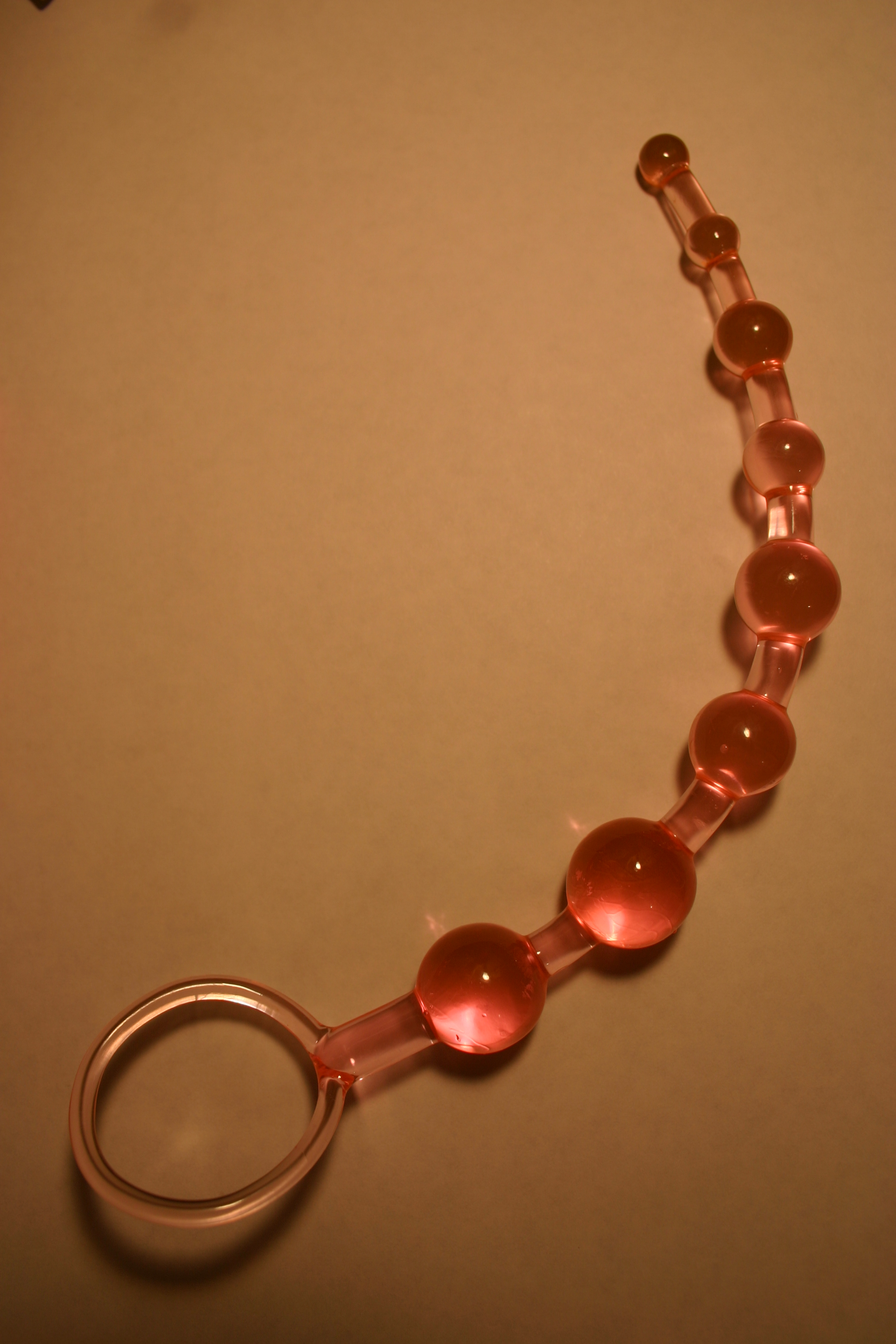
半硬質プラスチック製アナルビーズ

アナルビーズ (Anal beads) は、複数の玉が1つにつながった形をした性具で、肛門から直腸に差し込み、出す早さを変化させて使う（このようにするのは、オルガズムを最高潮に達させるためである）。
玉を肛門にある狭い括約筋に通すことによって快感を得る者もある。

## デザイン
アナルビーズはシリコンやプラスティック、ゴム、ラテックス、ガラス、金属などでできており、アナルビーズの端には引っ張るための輪が付いている。この輪があることで、アナルビーズが完全に直腸の向こうへ行ってしまわずに済む。大きさはさまざまで、バイブレーターつきのものもある。
初心者は小さなサイズのアナルビーズを好む一方で、大きなものを好む者もいる。括約筋にある末端神経が出し入れする際の感覚を読み取る一方、大きな玉は直腸内に入る際の圧力を楽しむようにできている。

## ギャラリー

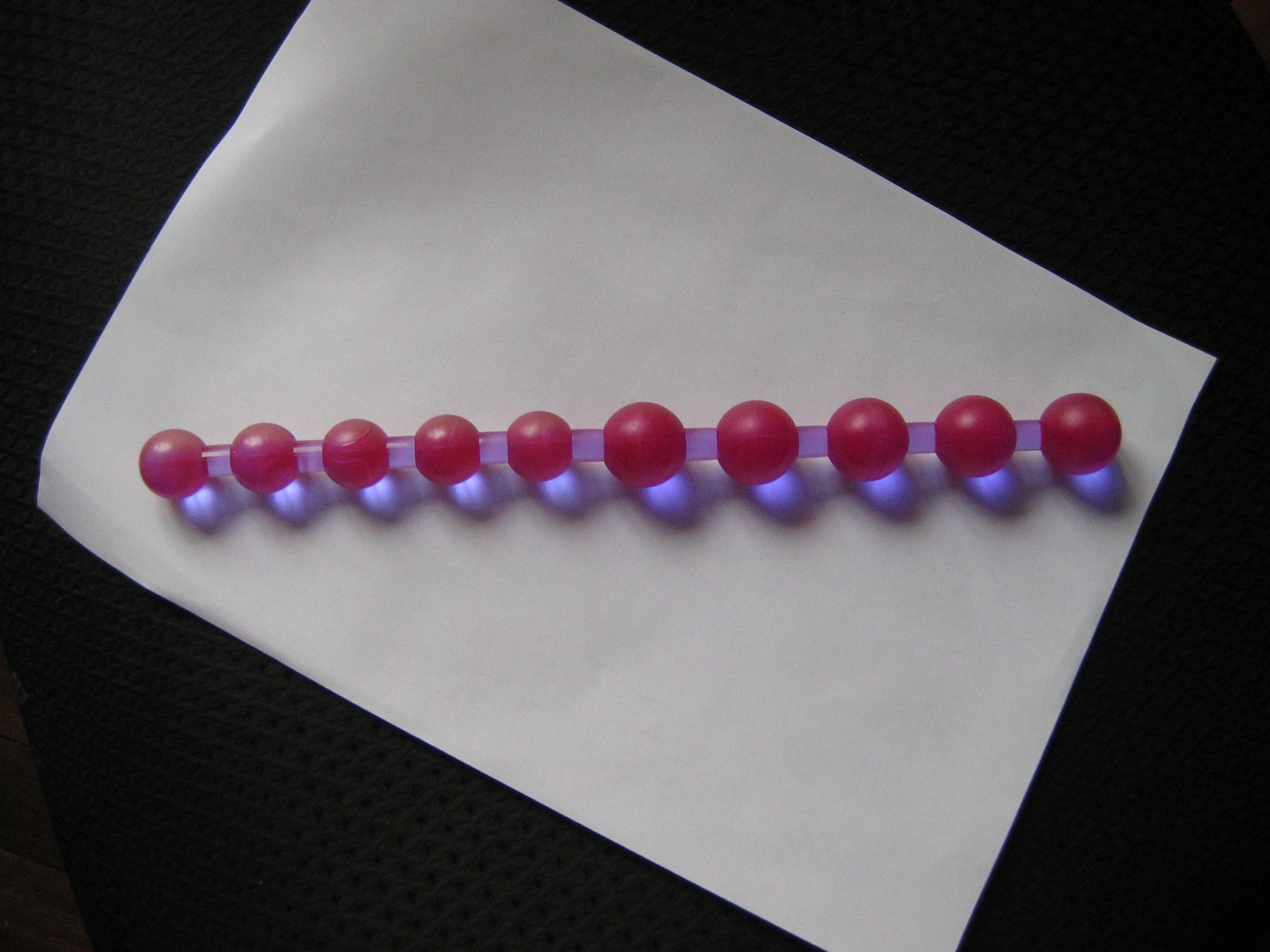
Rigid beads
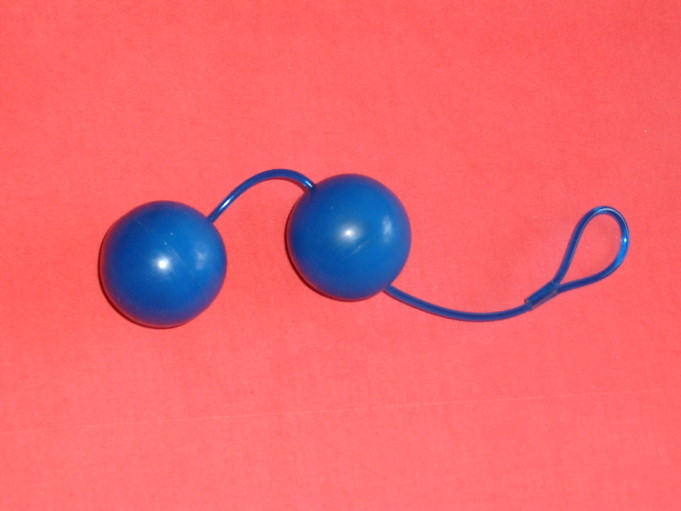
プラスティック製アナルビーズ
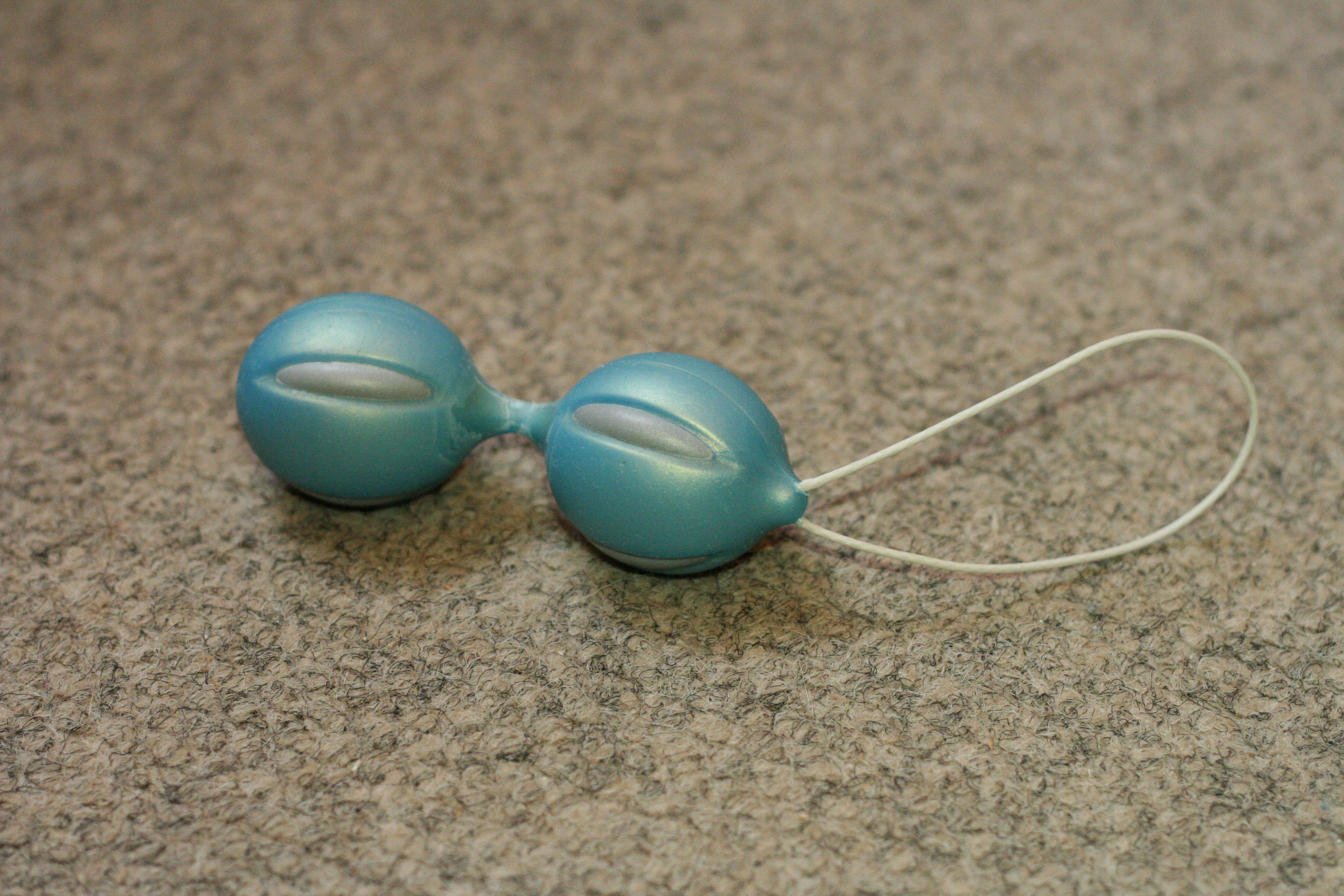
プラスティック製アナルビーズ
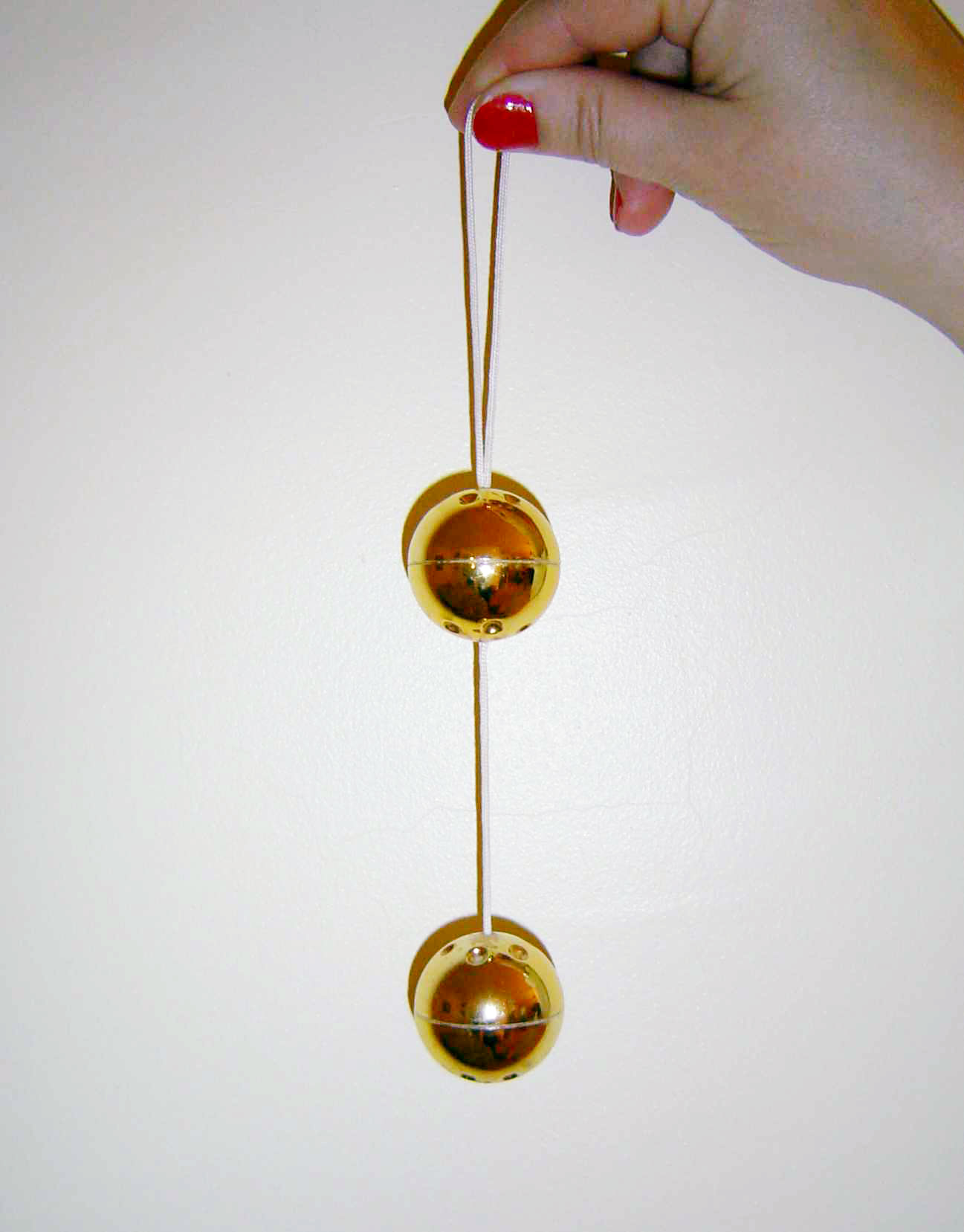
金属製アナルビーズ
女性の肛門への入れ方